# Кросс, Мэри
Мэ́ри Кросс (англ. Mary Cross; род. 1934) — американский профессор, редактор, писательница и биограф. Написала несколько книг, в том числе о таких личностях как Генри Джеймс и Мадонна. Выступила редактором справочника «100 человек, изменивших Америку XX века» (англ. 100 People Who Changed 20th-Century America). Профессор-эмерит по английскому языку в Университете Фарлей Дикинсон. Кросс имеет степень PhD от Ратгерского Университета и бакалавра искусств от Мичиганского Университета. Преподавала в Городском yниверситете Нью-Йорка и Делавэрском университете.